# Aristolochia amara
Espèce
Synonymes
- Abuta amara Aubl., 1775 - Basionyme[2]

- Aristolochia esoterica Pfeifer, 1966
- Aristolochia stahelii O.C.Schmidt, 1938[3]

Aristolochia amara est une espèce de plantes à fleurs de la famille des Aristolochiaceae. C'est une liane sub-endémique des Guyanes.
Cette espèce était désignée sous le nom de Pareira jaune.
En Guyane, on désigne les Aristolochia sous le nom générique de liane amère (créole - NB : nom partagé avec Tinospora crispa), Ulu'ay, Uluwu'ay (Wayãpi), Bukuti (Palikur), Jarrinha, Urubu-caá (portugais), Luangu tetei (Aluku). Au Guyana, on les appelle Heart weed, Problem bush (Créole), Warakaba bina (Arawak), Akami (Carib), Murahaka (Warao).

## Taxonomie
Aristolochia amara a été décrit à partir de matériel stérile (cf. holotype et isotype) et correspond certainement au nom correct d'une autre espèce décrite ultérieurement : 
- Aristolochia bukuti Poncy 1989,
- A. stahelii O.C.Schmidt 1938 (hypothèse la plus probable au vu de la localisation des collectes d'Aublet)[3],
- A. cremersii Poncy,
- A. daemoninoxia Masters[11].

## Utilisations
Les racines et sarments sont très amers d'après Aublet.
En Guyane, les Aristolochia forestières sont réputées comme fébrifuge et antidiabétique chez les Créoles de la région de Saint-Georges de l'Oyapock. Les Wayãpi en font un remède contre la diarrhée. Les Palikur l'emploient pour soigner le mal de cœur, le mal de foie et pour soulager les effets de la fatigue.

## Histoire naturelle
En 1775, le botaniste Aublet propose la diagnose suivante : 
« ABUTA (amara) folio levi, cordi-formi, ligno flaveſcente. (Tabula 251.)

Frutex plures caules, ſarmentoſos, ramoſos, volubiles, ſuprà arbores, è radice craſſâ, fibroſâ, luteâ, emittens. Lignum caulium & ramorum luteum, amarum. Folia alterna, ampla, cordata, nervoſa, glabra, ſupernè viridia, infernè flaveſcentia, petiolata, petiole longo, craſſo, recurvo. »

« LE PAREIRA BRAVA jaune. (PLANCHE 251.)
Cet arbrisseau pouſſe de ſa racine, qui eſt jaune, pluſieurs ſarments d'environ un pouce & demi de diamètre par le bas. Le bois eſt jaunâtre, forme de pluſieurs cercles concentriques. A meſure que les ſarments ſe prolongent, ils jettent des branches qui ſe répandent & ſe roulent ſur le tronc des arbres voiſins. Ces branches ſont garnies de feuilles alternes, taillées en forme de cœur ; elles ſont entières, liſſes, verdâtres en deſſus, & jaunâtre, en deſſous. Les plus grandes feuilles ont cinq pouces de longueur, ſur environ ſix pouces de largeur. Leurs nervures ſont ſaillantes en deſſous. Leur pédicule eſt long, cylindrique, ſouvent coudé. 
Je n'ai pu obſerver ni les fleurs, ni les fruits de cet arbriſſeau. Ses racines & ſes ſarments ſont très-amers. 
II eſt nommé ABOUTOUA ou ABUTUA par les Garipons. 
II m'a paru que cet arbriſſeau étoit une eſpèce de Pareira brava. Il croit dans les grandes forêts de la Guiane ; on en trouvé des pieds dans la ſavane de l'habitation de M. Le Grand, paroiſſe d'Aroura. »

— Fusée-Aublet, 1775.